# Patrick Berger
Pour les articles homonymes, voir Berger (homonymie).
Ne doit pas être confondu avec Patrik Berger.
Patrick Berger, né à Paris le 10 novembre 1947, est un architecte français, il a reçu le grand prix national de l'architecture et est professeur honoraire à l'École polytechnique fédérale de Lausanne (EPFL).

## Biographie

### Architecte parisien
Patrick Berger obtient son diplôme d’architecture à l'École Nationale Supérieure des Beaux-Arts de Paris en 1972.
Sa pratique du métier d’architecte débute par un stage à Warmbronn, dans l’atelier de l’architecte et ingénieur allemand Frei Otto[source insuffisante]. Après une mission scientifique en ethno-architecture pour le CNRS et l’UNESCO au Népal, il rédige son doctorat en urbanisme, en 1977, sur la formation de la ville royale newar de Panauti. Il ouvre sa première agence d’architecture en 1974. Ses premières réalisations parisiennes de logements concrétisent ses réflexions théoriques sur la figure architecturale,,,; l'immeuble du 53, rue Quincampoix (Paris 3e) est emblématique de cette période. Il est également l’auteur de la reconversion du Palace pour Fabrice Emaer qui lui confie, à la suite, plusieurs études pour des lieux de jour ou des salles de spectacle qui ne seront pas réalisés,.
Dans les années 1980, il poursuit ses recherches sur l'architecture comme signe construit, son caractère et ses effets dans l'espace public ou dans des sites naturels. Trois concours contribuent à sa notoriété, il réalise le Parc André-Citroën et la transformation du viaduc de la Bastille qui devient le Viaduc des arts à Paris ainsi que l’École nationale supérieure d'architecture de Bretagne, où il repose, via les matériaux, l'origine et les fondamentaux du langage architectural.
C'est aussi pendant cette période qu'il mène une étude sur la réhabilitation du secteur romantique du cimetière du Père-Lachaise,.À l'occasion du bicentenaire de la Révolution française, il réalise un monument commémoratif dédié à Jean-Lambert Tallien. Il livre aussi deux monuments funéraires adossés à un mur de soutènement.
Son projet pour un monument de la communication au Japon est lauréat du concours de 1989. Les travaux débutent en 1994. Le monument en granite, bronze et verre repose sur l'idée d'un échange entre la Bretagne et l'île d'Awaji situées aux deux extrémités du continent euro-asiatique. Pour l'ouverture du chantier, un bloc de granite de 2 700 m3 est extrait à Roscoff et transporté et installé sur le site. Le projet est suspendu depuis le tremblement de terre du 17 janvier 1995 qui a affecté la baie d'Osaka-Tokyo,.
Les années 1990 sont celles d'une diversité recherchée dans les programmes avec la réalisation, entre autres, du centre socio-culturel Auguste Dobel, rue des Maraîchers à Paris, de l’Hôtel d’agglomération de Rennes Métropole, d'une manufacture pour Hermès International dans les Ardennes et de la maternité Port-Royal requalifiant le site de l'Hôpital Cochin. Les projets pour le Musée du Moyen Âge à Chartres ou pour le Centre Ulug Beg de Samarcande se confrontent directement à des monuments historiques alors que La réalisation, en 1999, du siège de l’UEFA à Nyon en Suisse, « signe pur », explore l'idée de retournement dans la notion de monumentalité : le bâtiment tout en s'effaçant libère un point de vue inédit sur le Léman et le mont Blanc, souligné par la terrasse-parvis,,.
Il inaugure en 1994, à Nishiwaki (Japon), au croisement exact du 35° latitude nord et 135° longitude est, le Monument du centre géographique de Japon.
Plusieurs réalisations, parfois éphémères, dans des espaces historiques ou naturels caractérisent aussi cette période : la présentation des bijoux de Victoire de Castellane à l'Orangerie des Tuileries, Lux-Sonus pour les Leçons du Thoronet 2010 ou encore le parcours de bornes milliaires réalisé en Bourgogne, entre Alésia et Sombernon.
Il dirige plusieurs études d’urbanisme comme le projet de reconfiguration de l’agglomération parisienne pour la candidature de Paris aux Jeux Olympiques 2008. Il est expert scientifique entre 2007 et 2009 pour le projet du Grand Paris.
L’église Saint Paul de La Plaine s’inspire d’un symbole mathématique : ∞. La nef, synthèse du plan basilical et du plan centré dessine une boucle qui se développe topologiquement en la courbe du symbole infini pour délimiter un jardin derrière l’autel puis se redéveloppe dans l’espace pour former la structure de l’église,,.
La Canopée et la gare Châtelet-Les Halles, Paris.
Lauréat en juillet 2007 du concours international pour le « carreau des Halles », au cœur de Paris, puis de la consultation, avec Jacques Anziutti, pour la restructuration de la gare souterraine Châtelet-Les Halles située en dessous, Patrick Berger conçoit une porte du Grand Paris emblématique pour le nouveau rôle métropolitain de ce site. Il la dessine comme une canopée dont la forme est déduite de la complexité du site et expérimente, à cet effet, une méthode de conception inspirée des morphogenèses dans la nature.

### Chercheur
Parallèlement aux activités de l'agence, Patrick Berger se consacre à l’enseignement, dès 1978 (jusqu'en 2013), et à la recherche, notamment à l’École Polytechnique Fédérale de Lausanne, à partir de 1993, où ses travaux portent sur l'émergence de la forme et les représentations dynamiques des villes contemporaines. Il expérimente dans ce cadre un prototype de modélisation de la dynamique de l'auto-organisation dans l'étalement urbain à l'aide de systèmes multi-agent. Il a présenté ses travaux en 2012 dans le cadre du séminaire « Dynamiques urbaines et morphogenèse » organisé par le Collège d'études mondiales de la FSMH, le PUCA, l’EHESS et l'ENSAD. Il explore dans ses derniers travaux les liens entre nature et culture et présente dans Animal? et l'exposition éponyme des planches comparatives entre les architectures humaines premières et des architectures animales.

## Réalisations et projets
(Liste non exhaustive, classée par année de réalisations).
- 1978 : Le Palace « lieu de plaisir » Paris 9e ;
- 1980 : Immeuble de six logements, 53, rue Quincampoix, Paris 3e ;
- 1990 : École nationale supérieure d'architecture de Bretagne, Rennes ;
- 1992 : Monument commémoratif de Jean-Lambert Tallien, cimetière du Père-Lachaise, Paris ;
- 1992 : Le parc André-Citroën, Paris, coauteur pour l’ensemble du Parc et auteur des grandes serres et serres sériels ;
- 1993 : Maison de l'Université de Bourgogne, Dijon ;
- 1993 : Le dojo, Bretigny-sur-Orge, France ;
- 1994 : Le Monument du Centre Géographique du Japon, Nishiwaki, Japon ;
- 1996 : Le Viaduc des Arts, avenue Daumesnil, Paris 12e[39] ;
- 1998 : Ateliers et logements d'artistes, 109-115 avenue de Flandre, Paris 19e ;
- 1999 : Siège de l’Union des associations européennes de football (UEFA), Nyon, Suisse ;
- 1999 : Centre socioculturel pour la RATP, site Philidor-Maraîchers, Paris 20e[16] ;
- 2002 : Le pavillon des oiseaux, Centre d'éthologie, Grancey, France (réalisé en 2019) ;
- 2004 : Maroquinerie des Ardennes pour Hermès International, Bogny-sur-Meuse[18] , labellisée « Architecture contemporaine remarquable » en 2023 ;
- 2007 : Hôtel de Rennes Metropole, Rennes[17],[40] ;
- 2007 : Scénographie pour Victoire de Castellane, Dior Joaillerie, Orangerie des Tuileries, Paris ;
- 2007 : École de musique et de danse, Cluny, France ;
- 2009 : Centre sportif Alfred Nakache, rue Dénoyez, Paris 20e[41] ;
- 2010 : La voie romaine, entre Alésia et Sombernon, Bourgogne, France ;
- 2010 : Lux Sonus, Abbaye du Thoronet. Les leçons du Thoronet 2010 ;
- 2012 : Pôle de périnatalité, Hôpital Cochin, Paris 14e[19] ;
- 2014 : Église et maison d’église Saint-Paul-de-la-plaine à La Plaine-Saint Denis (93210) France[42] ;
- 2016 : La Canopée, rénovation du forum des Halles, Paris[43],[44] ;
- 2018 : Rénovation de la gare Châtelet-les-Halles, Paris.
- 2021 : Le Pavillon des oiseaux- Biennale de Venise

### Projets
- 1982 : Reconversion de la péniche du Touring Club de France, un lieu de jour pour Fabrice Emaer, Paris ;
- 1989 : Le monument de la communication France-Japon, Awaji, Japon ;
- 1990 : L’École des beaux-arts de la ville de Paris, France ;
- 1991 : Restructuration du centre historique de Samarcande; monument à Ulug Beg, Samarcande Ouzbékistan ;
- 1991 : Le Théâtre de Blois, France ;
- 1994 : Le centre international médiéval de Chartres, France ;
- 1998 : La passerelle Bercy-Tolbiac ;
- 1999 : Le musée des arts premiers, quai Branly, Paris ;
- 2000 : Paris Jeux Olympiques 2008 "Appel à idées" Les Jeux olympiques redessinent Paris ;
- 2001 : Deux immeubles d’activités pour la Semapa, Paris, France ;
- 2003 : La métropole Lémanique, représentation d’une métropole contemporaine (EPLF-ENAC) ;
- 2003 : Le Musée des civilisations de l'Europe et de la Méditerranée, Marseille, France ;
- 2004 : Aménagement du secteur Tolbiac-Chevaleret, Paris ;
- 2004 : Plaine de France, de l'étalement urbain, étude d’urbanisme sur la métropole parisienne ;
- 2004 : Paris Jeux Olympiques 2012, projets, concours et études d’urbanisme ;
- 2010 à 2014 : Siège de Novartis-pharma France à Rueil-Malmaison.

### Galerie

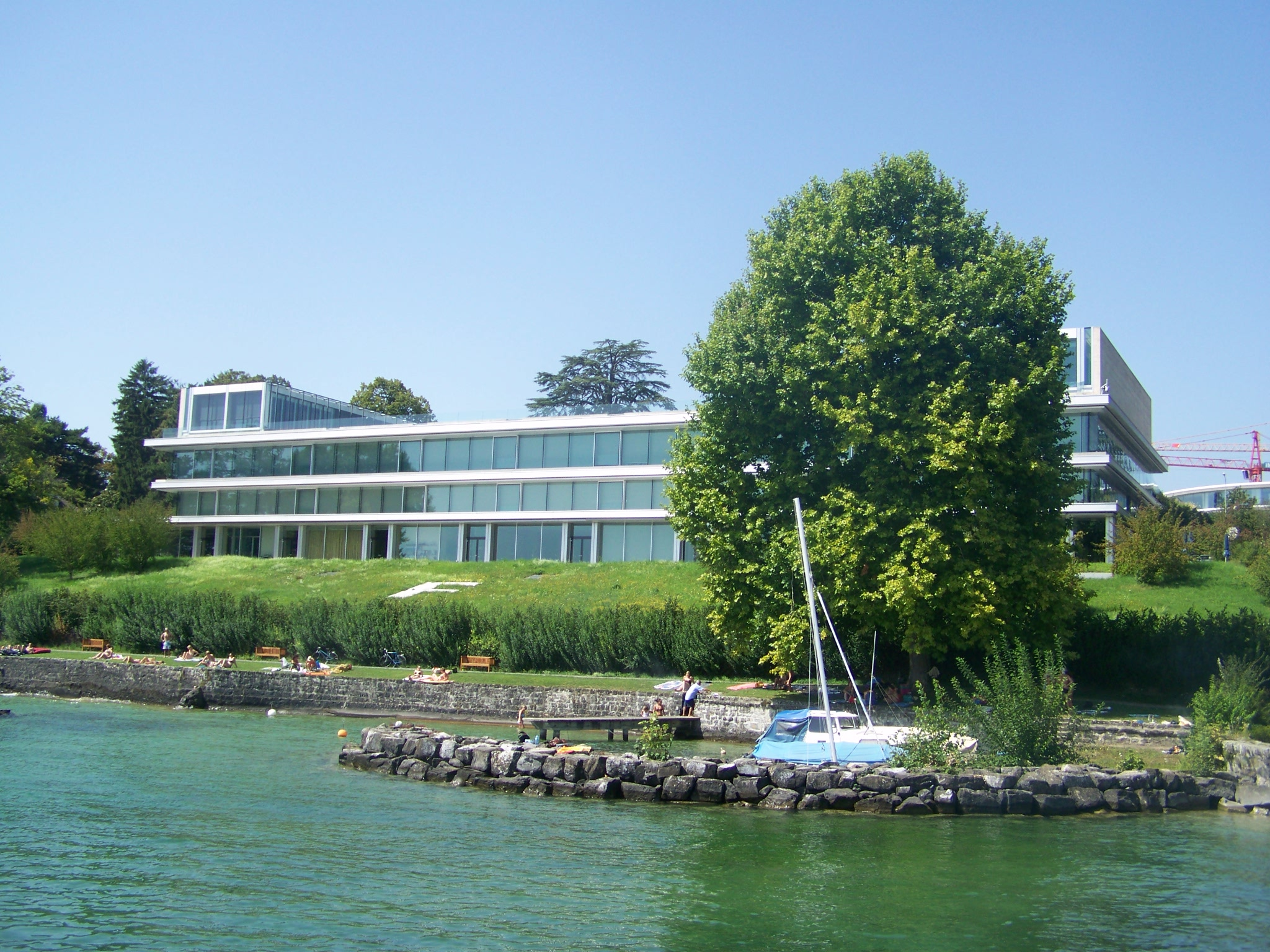
Siège de l'UEFA, Nyon, CH.
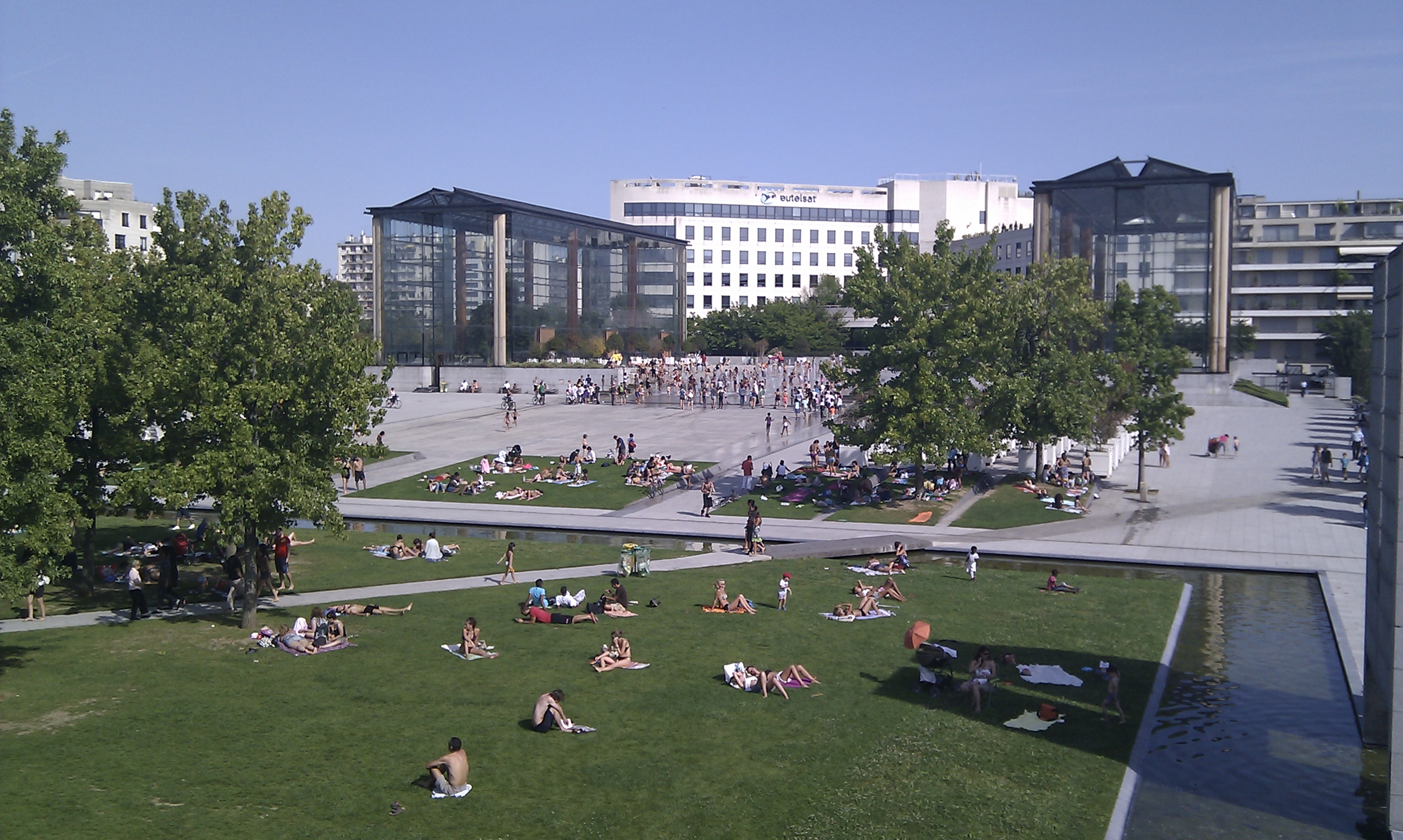
Parc-André-Citroën, Paris, les grandes serres.
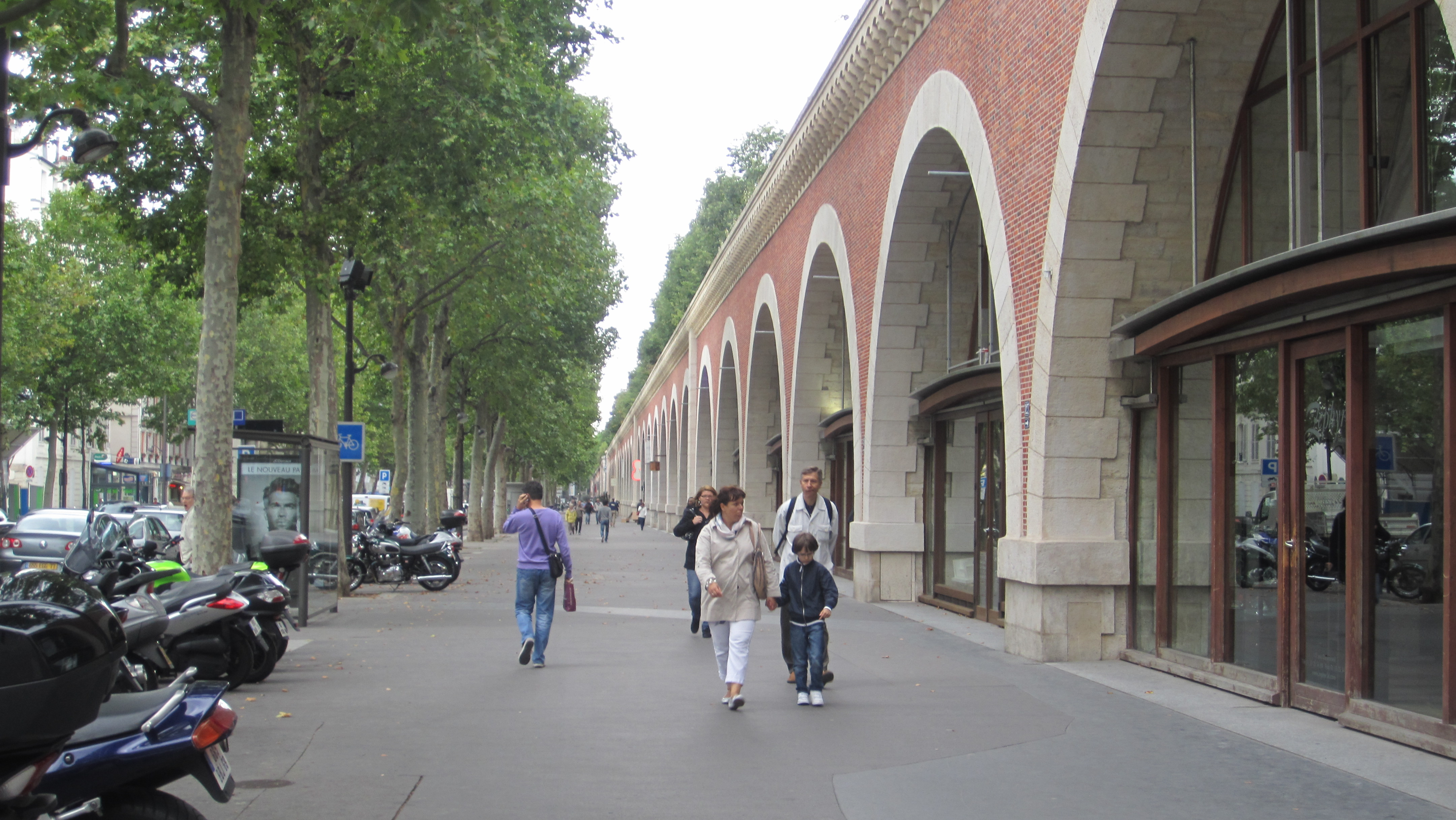
Viaduc des Arts, Paris.
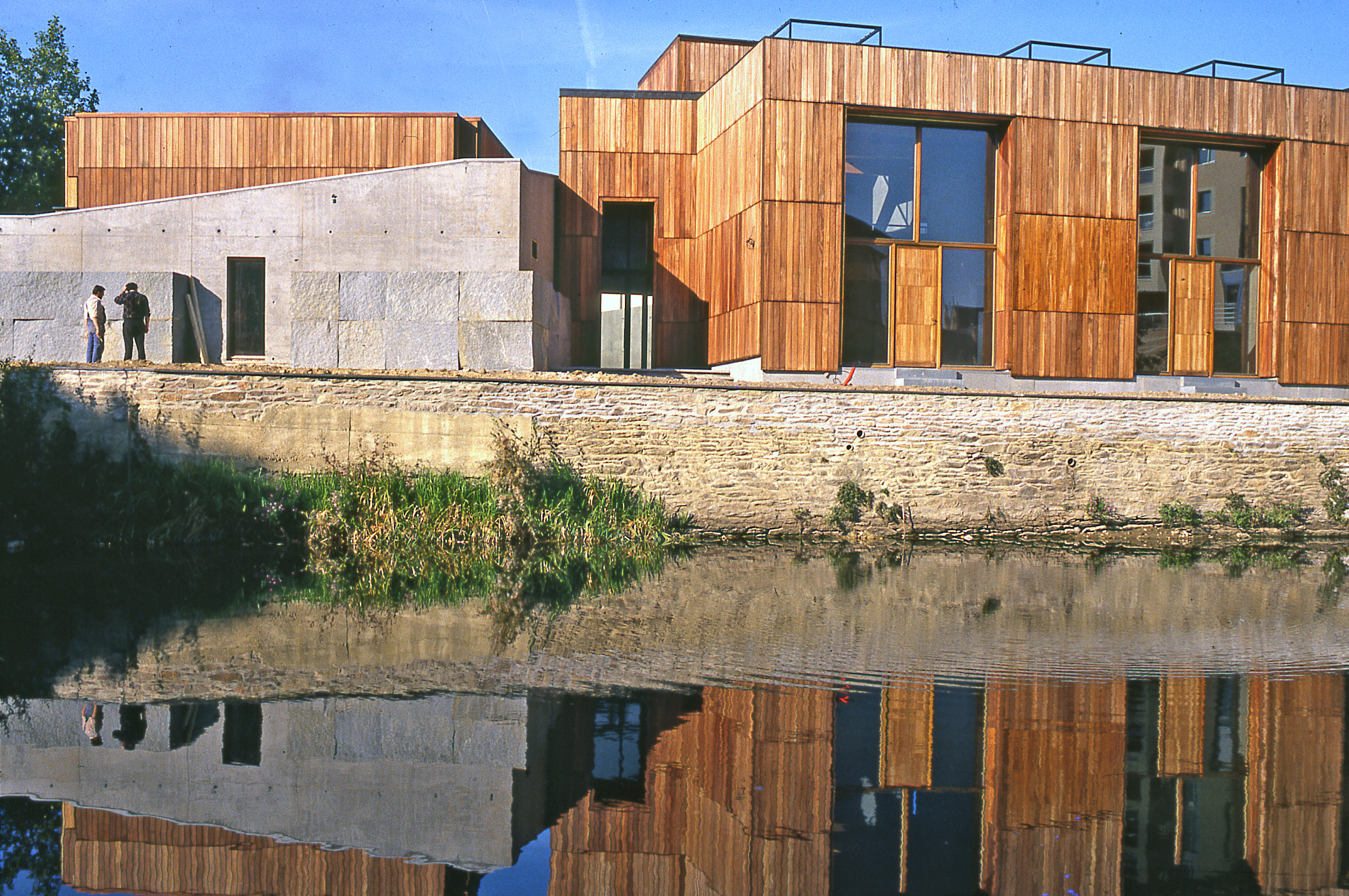
École d'architecture, Rennes, vue des ateliers.
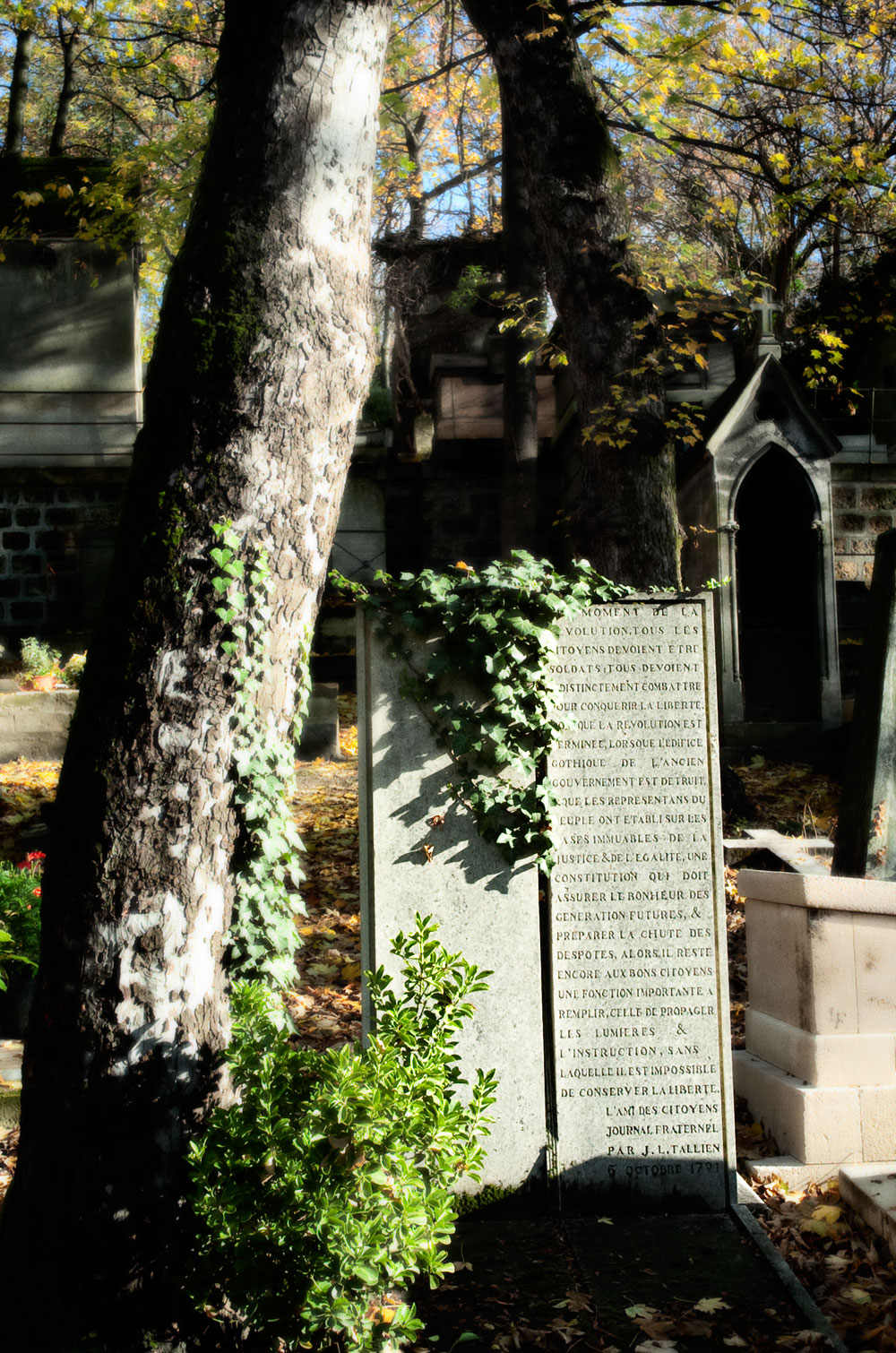
Tombe J-L Tallien Père-Lachaise, Paris.
La Canopée, vue des toits de l'église Saint Eustache.

## Publications
Essais et dessins
Il est l'auteur de plusieurs livres et essais sur l'architecture et la ville. Ses dessins et maquettes font partie, entre autres, des collections du Centre Georges-Pompidou à Paris, de l'Institut français d'architecture (IFA) et du Musée allemand d’architecture (DAM) de Francfort-sur-le-Main.
- « Panauti, une ville royale au Népal »  Patrick Berger - Vincent Barré - Laurence Feveile- Gérard Toffin, éditions Berger-Levrault, collection ethno-architecture, Paris, 1981
- « La Figure architecturale, un enjeu esthétique » Patrick Berger avec Christian Eychène, École d’architecture de Saint-Étienne; rapport de recherche au bureau de la recherche architecturale - 1988
- « Questions d'architecture» Leçon inaugurale du Pr. Patrick Berger, EPFL, Suisse, 1995
- « Œuvres et Projets de Patrick Berger» Musée d’Art de Mendrisio, Suisse 1997
- « Formes cachées, la ville  - Patrick Berger/Jean-Pierre Nouhaud » aux Presses Polytechniques et Universitaires Romandes, EPFL - 2004
- « Leçon inaugurale de l’École de Chaillot, Patrick Berger », 15 novembre 2005 in Conférences inaugurales. Catalogue Cité de l'Architecture et du patrimoine, Paris, 2006  (ISBN 2-916183-07-8)
- « Milieux » Institut Français d’Architecture, Paris France (catalogue) 2005
- « Lux Sonus » Patrick Berger, Les leçons du Thoronet 2010, ed. MAV PACA, 2010  (ISBN 978-2-95349481-5)
- « Animal ? » Patrick Berger co-édition Les Presses du réel  (ISBN 978-2-84066-697-4) et les Presses polytechniques et universitaires romandes  (ISBN 978-288915-051-9) 2014

Expositions et catalogues
- 1987 « Three French Architects » 9 H Gallery, Londres Grande-Bretagne (catalogue)
- 1988 « Emerging European Architects » Gund Hall Gallery, Université d’Harvard, États-Unis (catalogue)
- 1997 « Œuvres et Projets de Patrick Berger» Musée d’Art de Mendrisio, Suisse (catalogue)
- 1998 « Premises », Guggenheim Museum, New-York États-Unis
- 2002 « Patrick Berger » Galerie d’Architecture, rue des Blancs-Manteaux, Paris France
- 2005 « Milieux » Institut Français d’Architecture, Paris France (catalogue)
- 2010 « Les Halles, le nouveau cœur de Paris » Pavillon de l’Arsenal, Paris France
- 2010 « Lux-Sonus » Les leçons du Thoronet 2010, Abbaye du Thoronet France
- 2015 «Orienter les morphogenèses urbaines. Essai de modélisation » in «Morphogenèse et dynamiques urbaines - Les ateliers de morphologie EHESS-EnsAD» Ouvrages du PUCA  (ISBN 978-2-11-138150-6)
- 2014 « Animal? »  Galerie Archizoom, EPFL, Lausanne Suisse
- 2016 « De la ciudad al museo. Arquitecturas parisinas 1945-2015 » Centro Pompidou Málaga, Málaga, Espagne

## Distinctions
- Professeur honoraire EPFL (Ecole Polytechnique Fédérale de Lausanne)
- 2004 - Grand Prix national de l’Architecture
- Officier de l'ordre des Arts et des Lettres Il est promu officier le 13 septembre 2016[47].
- Chevalier de l'ordre national du Mérite Il est fait chevalier le 3 décembre 1994[48] pour ses 21 ans d'activités professionnelles et de services militaires.